# Сон Гапто
Сон Гапто (кор. 손갑도, р.12 июля 1960) — южнокорейский борец вольного стиля, призёр чемпионата мира, Олимпийских и Азиатских игр.

## Биография
Родился в 1960 году. В 1981 году стал серебряным призёром чемпионата мира. В 1982 году завоевал бронзовую медаль Азиатских игр. В 1984 году стал бронзовым призёром Олимпийских игр в Лос-Анджелесе. В 1986 году вновь завоевал бронзовую медаль Азиатских игр.